# Bøge-ordenen
Bøge-ordenen (Fagales) er en orden af dækfrøede planter, som omfatter følgende familier:
| Familier |

- Birke-familien (Betulaceae)
- Bøge-familien (Fagaceae)
- Jerntræ-familien (Casuarinaceae)
- Pors-familien (Myricaceae)
- Sydbøg-familien (Nothofagaceae)
- Ticodendraceae
- Valnød-familien (Juglandaceae)

## Galleri
|  |  |  |
|  |  |  |